# Papinsko vijeće za kulturu
Papinsko vijeće za kulturu jedno je papinskih vijeća (dikasterija) Rimske kurije, zaduženo za kulturu.
Papinsko vijeće za kulturu uspostavljeno je 1982. godine odlukom pape Ivana Pavla II. za „promicanje odnosa između Svete Stolice i svijeta kulture, osobito promicanjem dijaloga s različitim kulturama našega vremena, tako da ljudska civilizacija može postati sve otvorenija Evanđelju."
Između 1993. i 2012. godine, Papinsko vijeće za kulturu djelovalo je zajedno s Papinskim vijećem za dijalog s nevjernicima i Papinskom komisijom za kulturnu baštinu Crkve. Papa Benedikt XVI. ponovno je 2012. godine omogućio samostalan rad Papinskoga vijeća za kulturu.
Od 3. rujna 2007., na čelu Papinskoga vijeća za kulturu je talijanski kardinal Gianfranco Ravasi, bivši prefektor Biblioteke Ambrosiane iz Milana.
Papinsko vijeće za kulturu organizirano je u različitim odjelima na čijem su čelu službenici koji "pokrivaju glavne tematske i zemljopisne sektore svijeta kulture" kao što su:
- umjetnost i vjera,
- kulturna baština,
- komunikacija i jezik,
- kultura u svijetu,
- međunarodne kulturne organizacije,
- kultura i misticizam,
- glazba,
- znanost i vjera,
- kultura i sport.